# Gran Premi de la Libération
El Gran Premi de la Libération fou una carrera ciclista professional d'un sol dia que es disputà entre 1988 i 1991 als Països Baixos. Es tractava d'una contrarellotge per equips disputada a Eindhoven. Va ser l'antecedent de la Contrarellotge per equips d'Eindhoven.
Va pertànyer a la Copa del Món de ciclisme, organitzada per la Unió Ciclista Internacional.

## Palmarès
| Any  | Vencedor | Segon | Tercer |
| ---- | --- | --- | --- |
| 1988 | Superconfex-Kwantum | Roland-Colnago | PDM-Ultima-Concorde |
| 1988 | Gert Jakobs (NED) · Frans Maassen (NED) · Jelle Nijdam (NED) · Toine Poels (NED) · Gerrit Solleveld (NED) · Edwig Van Hooydonck (BEL)                                                         | Ronny Van Holen (BEL) · John van den Akker (NED) · Brian Holm (DEN) · Jesper Skibby (DEN) · Herman Frison (BEL) · John Bogers (NED)                                        | Frank Kersten (NED) · Greg LeMond (USA) · Jörg Müller (SUI) · Stefan Mutter (SUI) · Peter Stevenhaagen (NED) · Gert-Jan Theunisse (NED)                                              |
| 1989 | TVM-Van Schilt | Super U-Raleigh | Histor-Sigma |
| 1989 | Kim Eriksen (DEN) · Eddy Schurer (NED) · Jesper Skibby (DEN) · Martin Schalkers (NED) · Peter Pieters (NED) · Johan Capiot (BEL) · Jean-Philippe Vandenbrande (BEL) · Jacques Hanegraaf (NED) | Yves Bonnamour (FRA) · Claude Seguy (FRA) · Bjarne Riis (DEN) · Pascal Simon (FRA) · Gerard Rué (FRA) · Vincent Barteau (FRA) · Thierry Marie (FRA) · Laurent Fignon (FRA) | Brian Holm (DEN) · Wilfried Peeters (BEL) · Søren Lilholt (DEN) · Paul Haghedooren (BEL) · Rob Harmeling (NED) · Herman Frison (BEL) · Etienne De Wilde (BEL) · Rik Van Slycke (BEL) |
| 1990 | PDM-Ultima-Concorde | ONCE | Buckler-Colnago |
| 1990 | Uwe Ampler (RDA) · Uwe Raab (RDA) · Sean Kelly (IRL) · Gert Jakobs (NED) · Erik Breukink (NED)                                                                                                | Melcior Mauri (ESP) · Herminio Díaz Zabala (ESP) · Johnny Weltz (DEN) · Stephen Hodge (AUS) · Marino Lejarreta (ESP)                                                       | Frans Maassen (NED) · Jelle Nijdam (NED) · Gerrit de Vries (NED) · Eric Vanderaerden (BEL)                                                                                           |
| 1991 | Buckler-Colnago | ONCE | Panasonic-Sportlife |
| 1991 | Edwig Van Hooydonck (BEL) · Jelle Nijdam (NED) · Gerrit de Vries (NED) · Patrick Eyk (NED) · Wilco Zuijderwijk (NED) · Frans Maassen (NED)                                                    | Melcior Mauri (ESP) · Herminio Díaz Zabala (ESP) · Joan Llaneras (ESP) · Johnny Weltz (DEN) · Stephen Hodge (AUS) · Marino Lejarreta (ESP)                                 | Dimitri Zhdanov (RUS) · Olaf Ludwig (GER) · Jacques Hanegraaf (NED) · Rudy Dhaenens (BEL) · Viatxeslav Iekímov (RUS) · Maurizio Fondriest (ITA)                                      |